# Laughlin AFB (Teksas)
Laughlin AFB je naseljeno mjesto za statističke potrebe u američkoj saveznoj državi Teksas. Prema popisu stanovništva iz 2010. u njemu je živjelo 1.569 stanovnika.